# Walter D. Guilbert

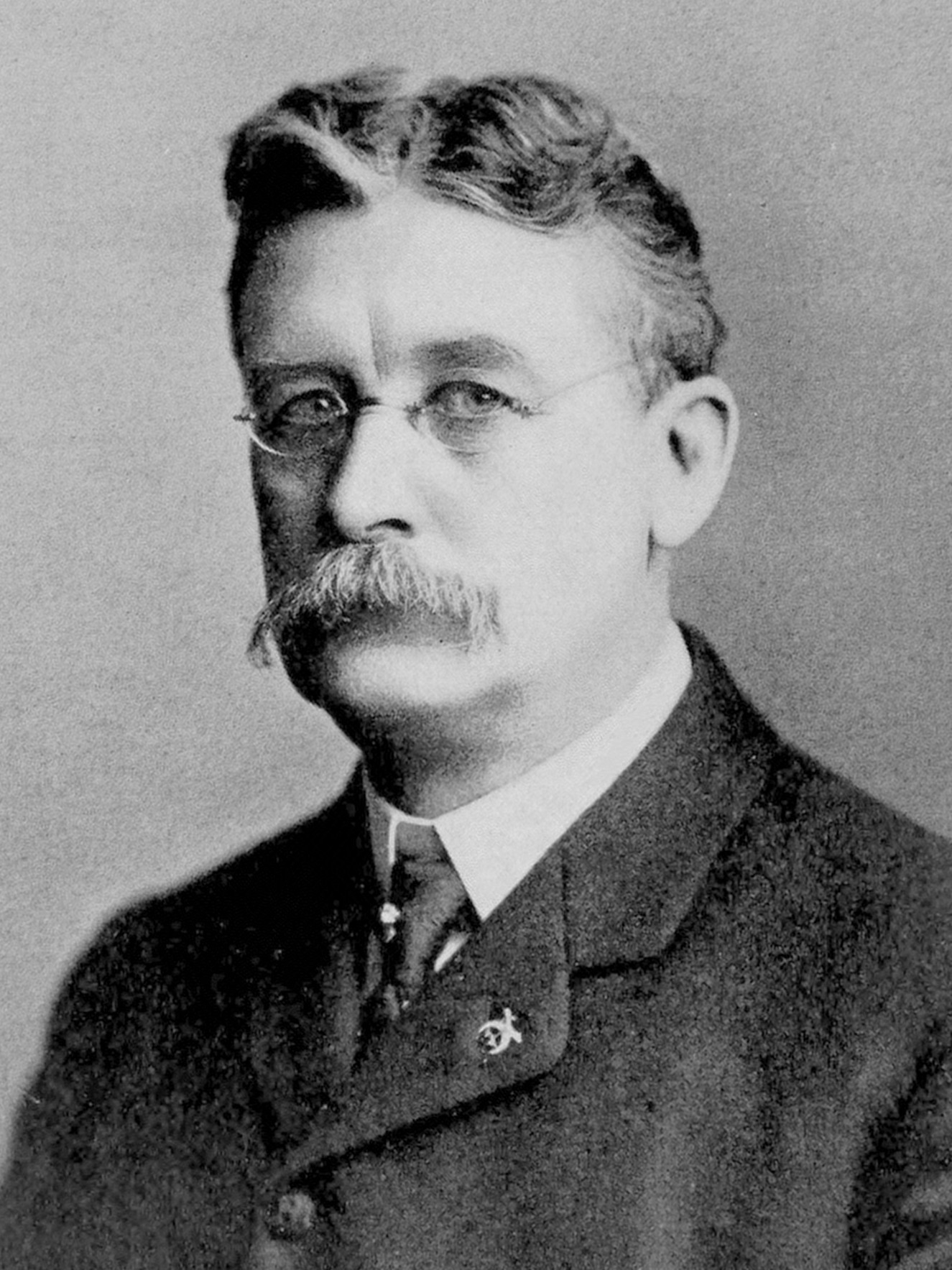
Walter D. Guilbert

Walter Downey Guilbert (* 11. Februar 1844 im Guernsey County, Ohio; † 5. Februar 1911 in Columbus, Ohio) war ein US-amerikanischer Politiker (Republikanische Partei). Er war von 1896 bis 1909 Auditor of State von Ohio.

## Werdegang
Walter Downey Guilbert wurde ungefähr zwei Jahre vor dem Ausbruch des Mexikanisch-Amerikanischen Krieges im Guernsey County geboren und wuchs dort auf. Er studierte an ansässigen Schulen und an einer Academy in Wenona (Illinois). Nach seinem Abschluss verblieb er im Mittleren Westen bis 1869. Diese Jahre waren vom Bürgerkrieg überschattet. Guilbert kehrte dann nach Ohio zurück. Er ging dort bis 1881 der Herstellung von Dauben (staves) nach und der Gewinnung von Salz in South Olive (Noble County).
1881 wurde er zum Auditor im Noble County gewählt und 1884 wiedergewählt. Guilbert wurde 1888 zum Chief Clerk in der Behörde des Auditor of State ernannt. 1895 wählte man ihn zum Auditor of State. Guilbert wurde mehrere Male wiedergewählt. Er bekleidete den Posten von 1896 bis 1909. Während dieser Zeit war er in der Partei aktiv. Er nahm 1888 als Delegierter an der Republican National Convention teil.
Guilbert heiratete am 2. Februar 1868 Mary Lucinda Jordan (1848–1922) aus Noble County, Tochter von Nancy Gorby (1812–1889) und John A. Jordan (1818–1895). Das Paar hatte mindestens drei Kinder: Carrie Margaret (1870–1945), Edgar James (1871–1932) und Walter Jordan (1882–1911). Guilbert war ein Freimaurer, ein Knight Templar, ein Mitglied des Mystic Shrine, der Independent Order of Odd Fellows (I.O.O.F.), der Knights of Pythias und der Improved Order of Red Men (I.O.R.M.). Er verstarb 1911 in Columbus und wurde dann dort auf dem Green Lawn Cemetery beigesetzt.